# REINA世界女子王座
REINA世界王座（レイナせかいおうざ）は、REINA女子プロレスが管理、認定していた王座。

## 歴史
2011年11月5日、アール・エフ・ラジオ日本の協賛によるラジオ日本杯REINA世界王座を創設。11月23日、ラジオ日本の関連会社が運営するラジアントホール（ラジオ日本本社も入居する明治安田生命ラジオ日本ビル内）にて、堀田祐美子とレディ・アパッチェの間で初代王座決定戦が行われて、勝利した堀田が初代王座を獲得。
2012年5月、堀田が退団するとともにタイトルも返上。その後は決定戦も行われず、新たなシングルタイトルとしてCMLL-REINAインターナショナル王座が創設されたため封印されたと思われた（堀田本人も自分が封印したと主張）。
2013年、王座名をREINA世界王座に変更して復活。9月20日、東部フレンドホール大会にて朱里とセウシスの間で争われ朱里が2代目王座獲得。朱里はインターナショナル王座も獲得し、WNC女子王座と合わせて三冠統一を果たした（インターナショナルは2014年4月にメキシコで陥落）。

## 歴代王者

### ラジオ日本杯REINA世界王座
| 歴代 | 選手       | 防衛回数 | 獲得日付       | 獲得場所 （対戦相手・その他）                         |
| ---- | ---------- | -------- | -------------- | ----------------------------------------------------- |
| 初代 | 堀田祐美子 | 0        | 2011年11月23日 | ラジアントホール レディ・アパッチェ 2012年5月13日返上 |

### REINA世界王座
| 歴代  | 選手       | 防衛回数 | 獲得日付       | 獲得場所 （対戦相手・その他）  |
| ----- | ---------- | -------- | -------------- | ------------------------------ |
| 第2代 | 朱里       | 5        | 2013年9月20日  | 東部フレンドホール セウシス    |
| 第3代 | 華名       | 3        | 2014年12月26日 | 後楽園ホール 2015年9月15日返上 |
| 第4代 | 藤本つかさ | 2        | 2015年11月3日  | 新木場1stRING 朱里             |
| 第5代 | 真琴       | 1        | 2016年3月25日  | 後楽園ホール                   |